# Malick Fall (maire de Diourbel)
Pour les articles homonymes, voir Malick Fall.
Malick Fall est un homme politique sénégalais, député-maire de Diourbel et ex-membre de la coalition Unis par l'espoir (en wolof : Benno Bokk Yakaar).

## Biographie

### Ascendants
En août 2021, le député-maire de Diourbel est en deuil après le décès de sa mère Adja Ndioba Gueye.

## Parcous politique
En 2014, lors des élections municipales, Malick Fall est élu maire de Diourbel et réjoint le camp Macky Sall avant le référendum de 2016 au Sénégal. À la suite de cette coalition avec ledit camp, il est élu député de la même localité. 
En octobre 2021, le député-maire de Diourbel fin met fin à son compagnonnage avec la coalition Benno Bokk Yakaar du président Macky Sall. Il a affirme ne pas vouloir se ranger derrière le ministre Dame Diop, choissi par Macky Sall comme candidat aux prochaines élections municipales en 2022 afin de soutenir sa candidature. Malick Fall compte se présente aux élections avec un autre un parti politique dont il a préféré taire le nom,. 

### Élections municipales sénégalaises de 2014
Malick Fall est élu maire de la commune de Diourbel. 
Élections municipales sénégalaises de 2022

## Cour des comptes
Le député-maire de Diourbel, Malick Fall a été épinglé dans le rapport 2022 de la cour des comptes sénégalais pour une mauvaise gestion des fonds publics de la commune. 